# Żelazków (gemeente)
De gemeente Żelazków is een landgemeente in het Poolse woiwodschap Groot-Polen, in powiat Kaliski.
De zetel van de gemeente is in Żelazków.
Op 30 juni 2004 telde de gemeente 8934 inwoners.

## Oppervlakte gegevens
In 2002 bedroeg de totale oppervlakte van gemeente Żelazków 113,57 km², waarvan:
- agrarisch gebied: 85%
- bossen: 8%

De gemeente beslaat 9,79% van de totale oppervlakte van de powiat.

## Demografie
Stand op 30 juni 2004:
| Omschrijving                   | Totaal | Totaal | Vrouwen | Vrouwen | Mannen | Mannen |
| ------------------------------ | ------ | ------ | ------- | ------- | ------ | ------ |
| eenheid                        | aantal | %      | aantal  | %       | aantal | %      |
| inwoners                       | 8934   | 100    | 4610    | 51,6    | 4324   | 48,4   |
| bevolkingsdichtheid (inw./km²) | 78,7   | 78,7   | 40,6    | 40,6    | 38,1   | 38,1   |

In 2002 bedroeg het gemiddelde inkomen per inwoner 1277,19 zł.

## Administratieve plaatsen (sołectwo)
Anielin, Czartki, Dębe, Florentyna, Garzew, Goliszew, Helenów, Ilno, Janków, Kokanin, Kokanin-Kolonia, Nowy Borków, Pólko, Russów, Skarszew, Skarszewek, Skarszewek-Kolonia, Stary Borków, Szosa Turecka, Tykadłów, Wojciechówka, Zborów, Złotniki Małe, Złotniki Wielkie, Żelazków.

## Overige plaatsen
Biernatki, Chrusty, Góry, Góry Zborowskie, Koronka, Michałów, Niedźwiady, Russówek, Strugi, Szkurłaty, Witoldów, Żelazków-Kolonia.

## Aangrenzende gemeenten
Blizanów, Ceków-Kolonia, Kalisz, Mycielin, Opatówek, Stawiszyn